# Badminton-Asienmeisterschaft 2002
Die Badminton-Asienmeisterschaft 2002 fand im Nimibutr Stadium in Bangkok, Thailand, vom 13. bis 17. November 2002 statt.

## Medaillengewinner
| Disziplin    | Gold                      | Silber                                     | Bronze                                          |
| ------------ | ------------------------- | ------------------------------------------ | ----------------------------------------------- |
| Herreneinzel | Sony Dwi Kuncoro          | Taufik Hidayat                             | Chen Hong                                       |
| Herreneinzel | Sony Dwi Kuncoro          | Taufik Hidayat                             | Xia Xuanze                                      |
| Dameneinzel  | Zhou Mi                   | Zhang Ning                                 | Xiao Luxi                                       |
| Dameneinzel  | Zhou Mi                   | Zhang Ning                                 | Wang Chen                                       |
| Herrendoppel | Ha Tae-kwon Kim Dong-moon | Candra Wijaya Sigit Budiarto               | Pramote Teerawiwatana Tesana Panvisavas         |
| Herrendoppel | Ha Tae-kwon Kim Dong-moon | Candra Wijaya Sigit Budiarto               | Tri Kusharyanto Halim Haryanto                  |
| Damendoppel  | Zhang Jiewen Yang Wei     | Gao Ling Huang Sui                         | Saralee Thungthongkam Sathinee Chankrachangwong |
| Damendoppel  | Zhang Jiewen Yang Wei     | Gao Ling Huang Sui                         | Wei Yili Zhao Tingting                          |
| Mixed        | Zhang Jun Gao Ling        | Khunakorn Sudhisodhi Saralee Thungthongkam | Wang Wei Zhao Tingting                          |
| Mixed        | Zhang Jun Gao Ling        | Khunakorn Sudhisodhi Saralee Thungthongkam | Tri Kusharyanto Emma Ermawati                   |

## Resultate

### Herreneinzel
- Titrasmey Deng -  Kapil Chhetri: 15-1 / 15-3
- Hasan Habib –  Pashupati Paneru: 15-12 / 15-7
- Tong O Man -  Norbu Wangdi: 15-1 / 15-0
- Siphanthan Long –  Islam Baialinov: 15-0 / 15-0
- Nguyễn Quang Minh –  Kaveh Mehrabi: 6-15 / 15-13 / 15-2
- Muhammad Waqas Ahmad -  Bijoy Kumar Rai: 15-1 / 15-2
- Kiran Thapa -  Titsidy Long: 15-0 / 15-8
- Enayetullah Khan -  Ramazan Hilou: 15-0 / 15-3
- Omar Zeeshan -  Sokhang Krang: 15-0 / 15-4
- Rasel Kabir Sumon -  Maksim Zauman: 15-1 / 15-1
- Wajid Ali Chaudhry -  Titrasmey Deng: 5-15 / 15-5 / 15-7
- Hasan Habib -  Arkady Zauman: 15-0 / 15-0
- Rizwan Rana –  Tong O Man: 9-15 / 15-10 / 15-12
- Nguyễn Quang Minh -  Siphanthan Long: 15-1 / 15-1
- Muhammad Waqas Ahmad –  Kiran Thapa: 15-3 / 15-7
- Chan Io Chong -  Enayetullah Khan: 9-15 / 15-11 / 15-5
- Omar Zeeshan -  Sonam Jigme: 15-0 / 15-0
- Farhad Solaimani -  Rasel Kabir Sumon: 15-1 / 15-3
- Shinya Ohtsuka –  Poompat Sapkulchananart: 15-6 / 15-3
- Ardiansyah Putra –  Abhinn Shyam Gupta: 15-6 / 17-14
- Muhammad Hafiz Hashim –  Chien Yu-hsiu: 15-3 / 15-4
- Lee Yen Hui Kendrick -  Hasan Habib: 15-2 / 15-1
- Ismail Saman –  Anupap Thiraratsakul: 15-6 / 6-15 / 15-9
- Keita Masuda –  Golam Reza Bagheri: 15-3 / 15-4
- Kennevic Asuncion –  Kovit Phisetsarasai: 15-5 / 15-8
- Chen Yu –  Huck Lee Ong: 15-2 / 15-3
- Ng Wei –  Naoki Kawamae: 15-6 / 15-7
- Wiempie Mahardi –  Indra Wijaya: 15-3 / 6-15 / 15-11
- Sony Dwi Kuncoro –  Chan Io Chong: 15-3 / 15-5
- Hidetaka Yamada –  Niluka Karunaratne: 15-7 / 15-1
- Hendra Wijaya –  Omar Zeeshan: 15-3 / 15-11
- Kuan Beng Hong –  Ali Shahhosseini: 15-1 / 15-4
- Lee Chong Wei –  Fung Permadi: 15-10 / 16-17 / 17-14
- Chetan Anand –  Jakrapan Thanathiratham: 15-5 / 15-11
- Xia Xuanze –  Wajid Ali Chaudhry: 15-8 / 15-5
- Shinya Ohtsuka –  Ardiansyah Putra: 15-3 / 9-15 / 17-16
- Rony Agustinus –  Yusuke Shinkai: 15-2 / 15-6
- Muhammad Hafiz Hashim –  Lee Yen Hui Kendrick: 15-3 / 15-5
- Ismail Saman –  Keita Masuda: 15-7 / 15-2
- Ronald Susilo –  Nguyễn Quang Minh: 15-1 / 15-0
- Chen Yu –  Kennevic Asuncion: 15-4 / 15-8
- Ng Wei –  Wiempie Mahardi: 11-15 / 15-10 / 15-8
- Boonsak Ponsana –  Muhammad Waqas Ahmad: 15-6 / 15-0
- Sony Dwi Kuncoro –  Hidetaka Yamada: 15-10 / 15-5
- James Chua –  Peerasak Wiriyaphadungphong: 15-4 / 15-2
- Kuan Beng Hong –  Hendra Wijaya: 2-15 / 15-11 / 15-12
- Budi Santoso –  Nguyễn Tiến Minh: 15-1 / 15-4
- Lee Chong Wei –  Chetan Anand: 15-6 / 15-9
- Chen Hong –  Farhad Solaimani: 15-0 / 15-0
- Xia Xuanze –  Shinya Ohtsuka: 15-5 / 16-17 / 15-1
- Muhammad Hafiz Hashim –  Rony Agustinus: 17-16 / 15-11
- Taufik Hidayat –  Ismail Saman: 15-9 / 15-13
- Ronald Susilo –  Chen Yu: 15-2 / 10-15 / 15-9
- Ng Wei –  Boonsak Ponsana: 15-3 / 15-12
- Sony Dwi Kuncoro –  James Chua: 15-7 / 15-9
- Budi Santoso –  Kuan Beng Hong: 15-0 / 15-1
- Chen Hong –  Lee Chong Wei: 13-15 / 15-3 / 15-6
- Xia Xuanze –  Muhammad Hafiz Hashim: 15-8 / 15-10
- Taufik Hidayat –  Ronald Susilo: 15-3 / 15-12
- Sony Dwi Kuncoro –  Ng Wei: 15-3 / 15-3
- Chen Hong –  Budi Santoso: 15-12 / 15-12
- Taufik Hidayat –  Xia Xuanze: 15-2 / 15-11
- Sony Dwi Kuncoro –  Chen Hong: 15-5 / 15-11
- Sony Dwi Kuncoro –  Taufik Hidayat: 15-12 / 15-5

### Dameneinzel
- Lê Ngọc Nguyên Nhung –  Rajani Joshi Shrestha: 11-0 / 11-0
- Kumiko Ogura -  Ayesha Khatun Nuri: 11-0 / 11-0
- Hà Thị Kim Nhân –  Pun Si I: 11-6 / 11-3
- Kennie Asuncion –  Nguyễn Hạnh Dung: 11-0 / 11-0
- Long Ying –  Chandrika de Silva: 11-5 / 11-7
- Rani Adhikary Konika –  Sumina Shrestha: 11-2 / 11-7
- B. R. Meenakshi –  Lê Ngọc Nguyên Nhung: 11-5 / 11-4
- Kumiko Ogura –  Hà Thị Kim Nhân: 11-0 / 11-2
- Long Ying –  Kennie Asuncion: 11-5 / 6-11 / 11-9
- Thitiporn Ekmongkolpaisarn -  Rani Adhikary Konika: 11-5 / 11-1
- Zhou Mi –  B. R. Meenakshi: 11-5 / 11-7
- Eriko Hirose –  Chen Wan-ju: 11-3 / 11-5
- Ling Wan Ting –  Ellen Angelina: 11-9 / 2-11 / 11-6
- Lee Yin Yin –  Benjaporn Thienrajkij: 11-5 / 11-9
- Kanako Yonekura –  Anchisa Sangsuan: 11-3 / 11-0
- Xiao Luxi –  Louisa Koon Wai Chee: 1-11 / 11-8 / 11-7
- Hu Ting –  Kumiko Ogura: 8-11 / 11-9 / 11-8
- Wong Miew Kheng –  Reiko Shiota: 11-9 / 11-1
- Salakjit Ponsana –  Sugita Kunalan: 11-5 / 11-6
- Li Li –  Long Ying: 11-8 / 11-5
- Miho Tanaka –  Molthila Kitjanon: 11-9 / 11-4
- Zhang Ning –  Cheng Shao-chieh: 11-9 / 11-0
- Yu Jin –  Wong Mew Choo: 11-6 / 11-3
- Kaori Mori –  Aparna Popat: 11-5 / 10-13 / 11-4
- Soratja Chansrisukot –  Chien Yu-chin: 11-3 / 3-11 / 11-6
- Wang Chen –  Thitiporn Ekmongkolpaisarn: 11-3 / 13-10
- Zhou Mi –  Eriko Hirose: 11-3 / 11-4
- Ling Wan Ting –  Lee Yin Yin: 11-2 / 13-11
- Xiao Luxi –  Kanako Yonekura: 11-3 / 6-11 / 11-2
- Hu Ting –  Wong Miew Kheng: 11-1 / 11-0
- Li Li –  Salakjit Ponsana: 11-8 / 13-11
- Zhang Ning –  Miho Tanaka: 11-3 / 11-7
- Yu Jin –  Kaori Mori: 11-7 / 11-5
- Wang Chen –  Soratja Chansrisukot: 11-1 / 11-4
- Zhou Mi –  Ling Wan Ting: 11-7 / 11-6
- Xiao Luxi –  Hu Ting: 13-11 / 10-13 / 6-2
- Zhang Ning –  Li Li: 11-5 / 11-5
- Wang Chen –  Yu Jin: 9-11 / 11-8 / 11-6
- Zhou Mi –  Xiao Luxi: 11-0 / 11-1
- Zhang Ning –  Wang Chen: 11-2 / 11-4
- Zhou Mi –  Zhang Ning: 6-11 / 11-3 / 11-8

### Herrendoppel
- Titrasmey Deng /  Sokhang Krang -  Bijoy Kumar Rai /  Norbu Wangdi: 15-2 / 15-4
- Kapil Chhetri /  Sonam Jigme -  Arkady Zauman /  Maksim Zauman: 15-3 / 15-5
- Ha Tae-kwon /  Kim Dong-moon –  Watcharphon Chok-Uthaikul /  Nitipong Saengsila: 15-10 / 15-1
- Rizwan Rana /  Omar Zeeshan –  Ali Shahhosseini /  Farhad Solaimani: 15-12 / 15-10
- Luluk Hadiyanto /  Bambang Suprianto –  Liu Kwok Wa /  Albertus Susanto Njoto: 15-10 / 15-9
- Jeremy Gan /  Gan Teik Chai –  Songphon Anugritayawon /  Sudket Prapakamol: 15-10 / 15-13
- Keita Masuda /  Tadashi Ohtsuka –  Doni Prasetyo /  Denny Setiawan: 15-11 / 15-11
- Halim Haryanto /  Tri Kusharyanto -  Hasan Habib /  Rasel Kabir Sumon: 15-4 / 15-6
- Patapol Ngernsrisuk /  Khunakorn Sudhisodhi –  Hu Chung-shien /  Lee Wei-jen: 15-12 / 15-12
- Chen Qiqiu /  Zhang Wei –  Nguyễn Quang Minh /  Nguyễn Tiến Minh: 15-1 / 15-5
- Patrick Lau Kim Pong /  Hendri Kurniawan Saputra –  Zakry Abdul Latif /  Fairuzizuan Tazari: 15-6 / 15-6
- Lee Sung-yuan /  Lin Wei-hsiang –  Norio Imai /  Shinya Ohtsuka: 12-15 / 15-4 / 15-5
- Wong Tsz Yin /  Yau Tsz Yuk –  Muhammad Waqas Ahmad /  Wajid Ali Chaudhry: 15-2 / 15-6
- Tesana Panvisavas /  Pramote Teerawiwatana –  Gholam Reza Abedzadeh /  Kaveh Mehrabi: 15-3 / 15-4
- Cai Yun /  Wang Wei –  Chien Yu-hsun /  Huang Shih-chung: 15-7 / 15-8
- Sigit Budiarto /  Candra Wijaya –  Kennevic Asuncion /  Tek Ming Kwee: 15-5 / 15-8
- Hong Chieng Hun /  Lin Woon Fui –  Naoki Kawamae /  Yusuke Shinkai: 15-0 / 15-7
- Lee Dong-soo /  Yoo Yong-sung –  Pashupati Paneru /  Kiran Thapa: 15-1 / 15-3
- Ha Tae-kwon /  Kim Dong-moon –  Rizwan Rana /  Omar Zeeshan: 15-3 / 15-3
- Luluk Hadiyanto /  Bambang Suprianto –  Jeremy Gan /  Gan Teik Chai: 15-17 / 15-7 / 15-5
- Halim Haryanto /  Tri Kusharyanto –  Keita Masuda /  Tadashi Ohtsuka: 15-11 / 15-8
- Chen Qiqiu /  Zhang Wei –  Patapol Ngernsrisuk /  Khunakorn Sudhisodhi: 15-4 / 15-13
- Patrick Lau Kim Pong /  Hendri Kurniawan Saputra –  Lee Sung-yuan /  Lin Wei-hsiang: 15-8 / 15-6
- Tesana Panvisavas /  Pramote Teerawiwatana –  Wong Tsz Yin /  Yau Tsz Yuk: 15-7 / 15-10
- Sigit Budiarto /  Candra Wijaya –  Cai Yun /  Wang Wei: 15-11 / 15-10
- Lee Dong-soo /  Yoo Yong-sung –  Hong Chieng Hun /  Lin Woon Fui: 13-15 / 15-6 / 15-8
- Ha Tae-kwon /  Kim Dong-moon –  Luluk Hadiyanto /  Bambang Suprianto: 15-8 / 15-5
- Halim Haryanto /  Tri Kusharyanto –  Chen Qiqiu /  Zhang Wei: 15-12 / 15-9
- Tesana Panvisavas /  Pramote Teerawiwatana –  Patrick Lau Kim Pong /  Hendri Kurniawan Saputra: 15-7 / 15-8
- Sigit Budiarto /  Candra Wijaya –  Lee Dong-soo /  Yoo Yong-sung: 15-12 / 15-4
- Ha Tae-kwon /  Kim Dong-moon –  Halim Haryanto /  Tri Kusharyanto: 15-6 / 15-12
- Sigit Budiarto /  Candra Wijaya –  Tesana Panvisavas /  Pramote Teerawiwatana: 17-16 / 15-7
- Ha Tae-kwon /  Kim Dong-moon –  Sigit Budiarto /  Candra Wijaya: 15-6 / 15-8

### Damendoppel
- Kumiko Ogura /  Reiko Shiota –  Hu Hsiu-lien /  Liu Shu-chih: 11-2 / 11-3
- Jo Novita /  Lita Nurlita –  Hà Thị Kim Nhân /  Nguyễn Hạnh Dung: 11-0 / 11-1
- Duanganong Aroonkesorn /  Kunchala Voravichitchaikul –  Chikako Nakayama /  Keiko Yoshitomi: 11-3 / 8-11 / 11-7
- Chin Eei Hui /  Wong Pei Tty –  Soratja Chansrisukot /  Salakjit Ponsana: 11-2 / 6-11 / 11-4
- Emma Ermawati /  Vita Marissa –  Louisa Koon Wai Chee /  Li Wing Mui: 11-4 / 11-0
- Anchisa Sangsuan /  Benjaporn Thienrajkij -  Ayesha Khatun Nuri /  Rani Adhikary Konika: 11-2 / 11-6
- Gao Ling /  Huang Sui –  Rajani Joshi Shrestha /  Sumina Shrestha: 11-0 / 11-0
- Kumiko Ogura /  Reiko Shiota –  Norhasikin Amin /  Fong Chew Yen: 11-6 / 11-8
- Cheng Wen-hsing /  Chien Yu-chin –  Jo Novita /  Lita Nurlita: 11-8 / 11-6
- Wei Yili /  Zhao Tingting –  Duanganong Aroonkesorn /  Kunchala Voravichitchaikul: 11-9 / 13-10
- Yang Wei /  Zhang Jiewen –  Chin Eei Hui /  Wong Pei Tty: 11-3 / 11-7
- Emma Ermawati /  Vita Marissa –  Seiko Yamada /  Shizuka Yamamoto: 11-4 / 5-11 / 11-9
- Chen Wan-ju /  Cheng Shao-chieh –  Anchisa Sangsuan /  Benjaporn Thienrajkij: 11-6 / 11-9
- Sathinee Chankrachangwong /  Saralee Thungthongkam –  Lê Ngọc Nguyên Nhung /  Thi Phuong Thao Nguyen: 11-1 / 11-3
- Gao Ling /  Huang Sui –  Kumiko Ogura /  Reiko Shiota: 11-2 / 11-0
- Wei Yili /  Zhao Tingting –  Cheng Wen-hsing /  Chien Yu-chin: 11-6 / 11-8
- Yang Wei /  Zhang Jiewen –  Emma Ermawati /  Vita Marissa: 11-2 / 11-6
- Sathinee Chankrachangwong /  Saralee Thungthongkam –  Chen Wan-ju /  Cheng Shao-chieh: 11-1 / 11-4
- Gao Ling /  Huang Sui –  Wei Yili /  Zhao Tingting: 11-5 / 11-1
- Yang Wei /  Zhang Jiewen –  Sathinee Chankrachangwong /  Saralee Thungthongkam: 11-6 / 11-2
- Yang Wei /  Zhang Jiewen –  Gao Ling /  Huang Sui: 11-8 / 11-6

### Mixed
- Gan Teik Chai /  Fong Chew Yen –  Kiran Thapa /  Rajani Joshi Shrestha: 11-1 / 11-1
- Liu Kwok Wa /  Louisa Koon Wai Chee –  Nguyễn Tiến Minh /  Thi Phuong Thao Nguyen: 11-8 / 11-5
- Hong Chieng Hun /  Chin Eei Hui -  Parash Md. Ahsun Habib /  Ayesha Khatun Nuri: 11-1 / 11-5
- Norio Imai /  Chikako Nakayama –  Nguyễn Quang Minh /  Lê Ngọc Nguyên Nhung: 11-2 / 11-0
- Yang Hung-Wen /  Cheng Wen-hsing –  Yau Tsz Yuk /  Li Wing Mui: 11-8 / 1-11 / 13-10
- Tri Kusharyanto /  Emma Ermawati –  Kennevic Asuncion /  Kennie Asuncion: 11-5 / 11-1
- Panuwat Ngernsrisul /  Duanganong Aroonkesorn –  O Man Tung /  Long Ying: 11-4 / 11-1
- Chen Qiqiu /  Zhang Jiewen –  Niluka Karunaratne /  Chandrika de Silva: 11-3 / 11-1
- Gan Teik Chai /  Fong Chew Yen –  Nitipong Saengsila /  Saisamol Chattanupakorn: 11-1 / 11-4
- Sudket Prapakamol /  Kunchala Voravichitchaikul –  Liu Kwok Wa /  Louisa Koon Wai Chee: 11-4 / 11-6
- Zhang Jun /  Gao Ling –  Pashupati Paneru /  Sumina Shrestha: 11-1 / 11-1
- Nuttaphon Narkthong /  Suphanan Kittitarakul –  Chien Yu-hsun /  Liu Shu-chih: 8-11 / 11-6 / 11-8
- Tadashi Ohtsuka /  Shizuka Yamamoto –  Jeremy Gan /  Norhasikin Amin: 11-5 / 11-5
- Albertus Susanto Njoto /  Wang Chen –  Chan Io Chong /  Pun Si I: 11-1 / 11-1
- Zakry Abdul Latif /  Wong Pei Tty –  Songphon Anugritayawon /  Sathinee Chankrachangwong: 12-13 / 11-4 / 13-12
- Wang Wei /  Zhao Tingting -  Rasel Kabir Sumon /  Rani Adhikary Konika: 11-0 / 11-2
- Nova Widianto /  Vita Marissa –  Huang Shih-chung /  Hu Hsiu-lien: 11-5 / 11-1
- Khunakorn Sudhisodhi /  Saralee Thungthongkam –  Hong Chieng Hun /  Chin Eei Hui: 11-0 / 11-2
- Yang Hung-Wen /  Cheng Wen-hsing –  Norio Imai /  Chikako Nakayama: 13-11 / 1-11 / 11-7
- Tri Kusharyanto /  Emma Ermawati –  Panuwat Ngernsrisul /  Duanganong Aroonkesorn: 11-7 / 11-6
- Chen Qiqiu /  Zhang Jiewen –  Gan Teik Chai /  Fong Chew Yen: 11-4 / 11-4
- Zhang Jun /  Gao Ling –  Sudket Prapakamol /  Kunchala Voravichitchaikul: 11-8 / 11-5
- Tadashi Ohtsuka /  Shizuka Yamamoto –  Nuttaphon Narkthong /  Suphanan Kittitarakul: 11-7 / 11-8
- Albertus Susanto Njoto /  Wang Chen –  Zakry Abdul Latif /  Wong Pei Tty: 9-11 / 11-4 / 11-2
- Wang Wei /  Zhao Tingting –  Nova Widianto /  Vita Marissa: 0-11 / 11-9 / 11-9
- Khunakorn Sudhisodhi /  Saralee Thungthongkam –  Yang Hung-Wen /  Cheng Wen-hsing: 11-4 / 11-3
- Tri Kusharyanto /  Emma Ermawati –  Chen Qiqiu /  Zhang Jiewen: 11-6 / 2-11 / 11-4
- Zhang Jun /  Gao Ling –  Tadashi Ohtsuka /  Shizuka Yamamoto: 11-3 / 11-1
- Wang Wei /  Zhao Tingting –  Albertus Susanto Njoto /  Wang Chen: 1-11 / 11-8 / 11-6
- Khunakorn Sudhisodhi /  Saralee Thungthongkam –  Tri Kusharyanto /  Emma Ermawati: 11-7 / 11-2
- Zhang Jun /  Gao Ling –  Wang Wei /  Zhao Tingting: 11-4 / 11-3
- Zhang Jun /  Gao Ling –  Khunakorn Sudhisodhi /  Saralee Thungthongkam: 11-7 / 11-8

## Medaillenspiegel
| Rang   | Land       | Gold | Silber | Bronze | Gesamt |
| ------ | ---------- | ---- | ------ | ------ | ------ |
| 1      | China      | 3    | 2      | 4      | 9      |
| 2      | Indonesien | 1    | 2      | 2      | 5      |
| 3      | Südkorea   | 1    | 0      | 0      | 1      |
| 4      | Thailand   | 0    | 1      | 2      | 3      |
| 5      | Hongkong   | 0    | 0      | 1      | 1      |
| 5      | Singapur   | 0    | 0      | 1      | 1      |
| Gesamt | Gesamt     | 5    | 5      | 10     | 20     |